# Філіпп Фокон
Філі́пп Фоко́н (фр. Philippe Faucon; нар. 26 січня 1958, Уджда, Марокко) — французький кінорежисер, сценарист та продюсер.

## Біографія
Філіпп Фокон народився 26 січня 1958 року в місті Уджда на північному сході Марокко, де провів перші два роки свого життя. Наступні два роки жив в Алжирі, де його батько перебував на військовій службі. Отримавши ступінь магістра мистецтв в Університеті Екс-Марсель в Екс-ан-Провансі, він дебютував у кіно як менеджер-стажист, зокрема на зйомках фільмів Леоса Каракса («Погана кров», 1986), Жака Демі («Три квитки на 26-е», 1988), Рене Альо.
У 1984 році Філіпп Фокон дебютував як режисер короткометражною стрічкою «Молодь» (фр. La Jeunesse). Перший повнометражний фільм Фокона «Кохання», зрежисований ним у 1990 році, брав участь та отримав нагороду в секції Перспективи французького кіно Каннського міжнародного кінофестивалю 1990 року.
Головною темою фільмів Фііппа Фокона стало тяжке становище мігрантів з різних країн світу. Такими були його фільми «Самія» (2000) та стрічка 2015 року «Фатіма», за яку режисер був номінований на кінопремію «Люм'єр» 2015 року за найкращий сценарій. Фільм також отримав 4 номінацію на здобуття у 2016 році премії «Сезар», зокрема у категорії за найкращий фільм; Філіпп Фокон отримав нагороду за Найкращий адаптований сценарій.

## Фільмографія
| Рік  |    | Назва українською                        | Оригінальна назва                       | Режисер | Сценарист | Продюсер |
| ---- | -- | ---------------------------------------- | --------------------------------------- | ------- | --------- | -------- |
| 1984 |    | Молодь                                   | La Jeunesse                             | Так     |           |          |
| 1990 |    | Кохання                                  | L'amour                                 | Так     | Так       |          |
| 1993 |    | Сабіна                                   | Sabine                                  | Так     | Так       |          |
| 1995 |    | Мюріель доводить до відчаю своїх батьків | Muriel fait le désespoir de ses parents | Так     | Так       |          |
| 1996 | тв | Мої сімнадцять років                     | Mes 17 ans                              | Так     | Так       |          |
| 1996 | с  | Любов має бути придумана наново          | D'amour et de révoltes                  | Так     | Так       |          |
| 2000 |    | Самія                                    | Samia                                   | Так     | Так       |          |
| 2000 | тв |                                          | Les étrangers                           | Так     |           |          |
| 2002 | тв | Грегуар може поступати краще             | Grégoire peut mieux faire               | Так     | Так       |          |
| 2005 |    | Зрада                                    | La trahison                             | Так     | Так       |          |
| 2007 |    | У житті                                  | Dans la vie                             | Так     | Так       | Так      |
| 2011 |    | Розпад                                   | La désintégration                       | Так     | Так       |          |
| 2015 |    | Фатіма                                   | Fatima                                  | Так     | Так       | Так      |
| 2018 |    | Амін                                     | Amin                                    | Так     |           |          |

## Визнання
| Нагороди та номінації Філіппа Фокона                  | Нагороди та номінації Філіппа Фокона | Нагороди та номінації Філіппа Фокона | Нагороди та номінації Філіппа Фокона |
| Рік                                                   | Категорія                            | Фільм                                | Результат                            |
| ----------------------------------------------------- | ------------------------------------ | ------------------------------------ | ------------------------------------ |
| Каннський міжнародний кінофестиваль                   |                                      |                                      |                                      |
| 1990                                                  | Приз секції «Перспективи кіно»       | Кохання                              | Перемога                             |
| Міжнародний кінофестиваль фільмів про кохання в Монсі |                                      |                                      |                                      |
| 2008                                                  | Спеціальна згадка                    | У житті                              | Перемога                             |
| Міжнародний кінофестиваль в Ам'єні                    |                                      |                                      |                                      |
| 2000                                                  | Приз міста Ам'єн                     | Самія                                | Перемога                             |
| 2000                                                  | Приз 20th Anniversary                | Самія                                | Перемога                             |
| Приз Луї Деллюка                                      |                                      |                                      |                                      |
| 2012                                                  | Найкращий фільм                      | Розпад                               | Номінація                            |
| Премія «Люм'єр»                                       |                                      |                                      |                                      |
| 2016                                                  | Найкращий сценарій                   | Фатіма                               | Перемога                             |
| Премія «Сезар»                                        |                                      |                                      |                                      |
| 2016                                                  | Найкращий фільм                      | Фатіма                               | Номінація                            |
| 2016                                                  | Найкращий сценарій                   | Фатіма                               | Перемога                             |

## Громадська позиція
У 2018 підтримав звернення Асоціації режисерів Франції на захист ув'язненого у Росії українського режисера Олега Сенцова